# 裂腦
裂腦（英語：Split-brain）是指連接大腦左右腦的胼胝體受損到一定的程度後時的症狀，醫療上的胼胝體橫切術亦會造成此種症狀。胼胝體橫切術是醫治難以治療的癲癇的最後醫療手段。進行胼胝體切除術之前，會以藥物的方式來治療癲癇。手術時會先切除部分的胼胝體，如果沒有成功解決腦部問題，則會完整切除胼胝體降低癲癇發作時的嚴重程度，減少癲癇發作時對身體所造成的意外傷害。手術之後，會進行神經心理檢測。

## 症狀描述
左右腦分離後，左右半腦會分別處理知覺、形成概念和對刺激產生反應，相當於有兩個腦在一個身體運作，會造成一些有趣的難題。例如，當一個裂腦患者更衣時，他有時會一隻手將褲子拉起，卻另一隻手將褲子往下脫。又或是，他用左手抓住他的太太準備打她，卻用右手抓住自己的左手制止。但以上左右腦的衝突是罕見的，當衝突產生時，通常會有一半腦凌駕於另一半腦。
當一個影像只投射在裂腦患者的左視覺區，他們並沒有能力說出他們看見了什麼。這可分成三階段解釋：
1. 左視覺區的影像只會傳遞到右腦；
2. 大部分人的語音控制中心在左腦；
3. 裂腦患者目前的左右腦交流是被抑止的。

因此，患者沒有辦法說出被傳遞到右腦的影像是什麼。若語音控制中心在右腦的人，則將影像投射在左視覺區，也會產生相同結果。
當裂腦患者單用左手觸碰物品，他的右體覺皮質區也不會接收到體覺上的訊息，因此患者無法說出右腦所接受到的物品訊息。分成三階段解釋：
1. 左右大腦各自的主要體覺皮質區只包含不同側身體的觸覺表現；
2. 大部分人的語言控制中心在左腦；
3. 裂腦患者目前的左右腦交流是被抑止的。

相同的，語言控制中心在右腦的患者，只要將物品觸碰左手也會產生相同結果。

## 歷史
在十九世紀，由於對受過同個腦部傷害的人們進行研究，開始有人對“語言中心”通常在左半腦產生懷疑。例如，有個人觀察到人們在左腦的特定的兩個地方產生病變會損失講話的能力。罗杰·斯佩里(英語：Roger Wolcott Sperry)和他的同事們最早開始進行這類的研究。在他早期的動物研究中，斯佩里留下了許多有價值的發現，在這些研究中發現到有關於大腦兩半球功能特化，他在三十年後的1981年得到諾貝爾生理學或醫學獎。在裂腦患者的幫助下，他開始做一些歷史上沒有做過的實驗，揭露了左右腦的存在。在1960年代，生物心理學博士班的學生麥可·加扎尼加（Michael Gazzaniga）加入了他在洛杉磯帕薩迪納的裂腦研究。斯佩里雖然被認為是裂腦實驗的執行者之一，Gazzaniga將他們共同的成果所做的總結不斷地被引用在心理學的內容當中。在1967年的《科學美國人》這本科普雜誌中收錄了他們的裂腦實驗，此實驗他們希望延伸探討在人的兩個半腦能不能獨立運作或是這兩個半腦個別運作並且具備獨有的技能。
在加州理工學院，加扎尼加跟著斯佩里研究裂腦手術對知覺、視覺和其他腦部功能的影響。這個手術是將胼胝體切斷，用來治療嚴重的癲癇症。這篇文章中有十位患者接受了手術，其中有四位同意參與斯佩里和加扎尼加的研究。手術後並沒有對這些患者的性格、智力和情緒有影響，但在測試後發現患者有著異常的心理能力。研究者用三種測試去分析裂腦患者的認知能力。首先是測患者的視覺能力，再來是觸覺，最後是聽覺能力。

### 實驗
裂腦實驗（英語：The split brain experiment），是1950年代由羅傑·斯佩里及其研究團隊利用裂腦動物所做的一連串實驗，目的是研究將連接大腦兩半球的胼胝體切除後產生的影響以及大腦兩半球分別的功能。
在這項實驗中斯佩里首先將動物的胼胝體切除，發現動物的行為能力並沒有因為切除手術有明顯的差異，由實驗中發現動物的大腦兩半球是分開處理訊息的。接下來，斯佩里對因為癲癇症而將胼胝體切除的患者做了一連串的實驗，病人的左右腦因為連接的部位被切除是獨立運作不互相交流的。
在實驗中發現，在裂腦病人的左右邊分別放不同的字卡，病人不能從口頭說出由右眼看到左視野是甚麼，但可以以其他的非語言的表達方式表達。由左眼看到右視野的東西則可以正常說出該字詞。
這項研究發現大腦的左右半球負責不同的任務，大腦左半球主要負責分析和口語表達，右半球負責處理空間訊息還有音樂相關的資訊。
在裂腦實驗及後續的研究中指出，大腦的左右半球在接受到刺激後的表達分別扮演不同的角色。大腦的右半球能夠在接受刺激後產生情緒的反應，將反應傳送到左腦的韋尼克區做理解，再送至布若卡氏區做出言語上的情緒表達。
胼胝體負責連接左右腦，若聯結被破壞，則右半腦接收到的刺激沒辦法被用言語的方式表達出來，但可藉由辨識圖像或者是觸覺等言語以外表達的方式 “說”出內容。
藉由這個研究得到一些關於左右腦功能上差異的證據，羅傑·斯佩里因為在這此實驗以及後續的研究貢獻，在1981年獲得諾貝爾生理醫學獎。